# 安色尔体

各种字体的简化关系，显示了安色尔字体从罗马和希腊安色尔体的演化过程

安色尔字体（英語：uncial）是一种全大写字母的字体，在公元3到8世纪中被拉丁和希腊的抄写员使用。安色尔字体用來書寫希腊語、拉丁語和哥特語。

## 发展
早期的安色尔体字母可能是起源于晚期的罗马草书体。为了更好的适应羊皮纸和犊皮纸表面，其早期的字母变为一种圆润的连笔字母，这与更加适应粗糙的莎草纸的有棱角、多笔画字母有很大不同。在一些安色尔字母的最早期样本中，比如现存于大英图书馆的De bellis macedonicis手抄本中，所有的字母都是彼此分离的，词与词之间的也没有空格。然而，词与词之间的空格是安色尔字体后期使用的典型特征。
伴随着手抄本数个世纪的演变，安色尔字母也变得越来越复杂。特别是在公元600年时，手抄本中出现了越来越多的夸张的笔画和字体花饰。便随着基本笔画中扭曲的方式和层叠的出现，字母的升部和降部成了首要的变化。而后，安色尔字母一直向简单和小型化发展，直到大约公元800年，简明的小写字母出现。安色尔字母一直被使用，尤其是在抄写圣经中，一直到10世纪也逐渐减少。大约有500多本安色尔体手抄本流传下来，大部分都是在卡洛林文艺复兴之前。